# 船舶代理店
船舶代理店(せんぱくだいりてん, Shipping agency)、海運エージェント業（shipping agent）とは、本船の入出港に伴う関係官庁への許可申請や届出の業務を船会社及び船長の代理として業を行う者を指す。
船会社は、寄港地全てに支店等を設けることができないため、関係官庁への本船の入出港手続や、船舶、積荷あるいは船員に関する諸手続を船社に代わって行う者に委ねる必要がある。
日本では港湾運送事業法における一般港湾運送事業に該当する。業界団体として日本船舶代理店協会が存在する。

## 種類
定期船関係
- 総代理店

外国船社による日本の地方港サービスにおいては、船会社と提携した国内の総代理店が複数の港をまとめて管轄している。
- 集荷代理店（ポートエージェント）

寄港地ごとに地元の輸出入貨物取扱業者が集荷代理店としてターミナル内の荷役の他、各種オペレーション業務を担当している。
- 船舶管理業務代理店

不定期船関係
- 船主代理店
- 用船者代理店

## 業務内容
オペレーション業務
港に船舶が入港し出港するまでの各種手配、保守、検査等。
- 本船動静把握
- 関係官庁への入出港手続き
- 水先人、タグボート、綱取り手配
- 荷役計画策定、手配
- 本船設備保守、検査手配

ドキュメンテーション業務
船積み、陸揚げ貨物の書類作成、受渡し。

## 大手事業者
- 鈴与 （1801年創業）[1]。
- 第一港運
- ダイトーコーポレーション